# Hipólito de Roma
Hipólito de Roma u obispo Hipólito (en latín: Hippolytos episcopus) fue un escritor de la Iglesia cristiana primitiva. La Iglesia católica lo ha considerado como el primer antipapa al ser elegido obispo de Roma en 217, pero murió reconciliado con la Iglesia en 235 como un mártir, por lo que ahora es honrado como un santo.
Sus contemporáneos lo describieron como uno de los más prolíficos escritores eclesiásticos de la época, pero solo un puñado de sus obras sobrevive. Sin embargo, hay debate sobre si realmente son de su autoría.
Hipólito es el único antipapa canonizado por la iglesia católica.

## Vida
Hipólito debe de haber nacido en la segunda mitad del siglo II, probablemente en Roma. Focio lo describe en su Bibliotheca (cod. 121) como un discípulo de Ireneo y a este como discípulo de Policarpo de Esmirna. Pero esto no es seguro, e incluso si lo fuera, no implica necesariamente que Hipólito haya disfrutado a título personal de la enseñanza del célebre obispo galo. Quizás el pasaje apunta simplemente a poner de relieve el vínculo existente entre su sistema teológico con aquel de Ireneo, lo que por otra parte surge fácilmente de sus escritos.
Presbítero de la Iglesia de Roma en la época del obispo Ceferino, Hipólito se distinguió por su cultura y elocuencia. Fue en esa época cuando el entonces joven Orígenes escuchó sus prédicas. Probablemente poco tiempo antes que cuestiones de teología y de disciplina eclesiástica provocaran conflictos directos con Ceferino o con su sucesor Calixto I.
Hipólito acusó al obispo de favorecer la herejía cristológica de los monarquianistas y de dañar la disciplina de la Iglesia por su laxo accionar al permitir el reingreso a la Iglesia a antiguos miembros excluidos en razón de ofensas graves. El resultado fue un cisma y es probablemente por tal razón que Hipólito se alejó de la Iglesia durante unos diez años liderando una congregación separada. Durante las persecuciones del emperador Maximino el Tracio en 235, Hipólito y Ponciano, que era entonces papa, fueron exilados a Cerdeña, donde murieron.
Surge de la así llamada "Cronología del año 354" (más precisamente Catalogus Liberianus) que un 13 de agosto, probablemente de 236, los cuerpos de los exilados fueron enterrados en Roma, el de Hipólito en el cementerio de la Vía Tiburtina. Esto lleva a suponer que antes de su muerte fue recibido nuevamente en el seno de la Iglesia. Esto estaría además confirmado por el hecho que desde entonces su memoria es venerada en tanto que santo y mártir.
El papa Dámaso I le dedicó uno de sus famosos epigramas. Prudencio transpuso elementos del mito griego de Hipólito, el hijo de Teseo (cuyo nombre en griego significa “el que desata los caballos” y que murió arrastrado por sus caballos) a su relato sobre la muerte del santo cristiano. Así, describió de manera conmovedora el cruel suplicio del Hipólito histórico, lo que es casi con certeza una leyenda. Por tales razones, se transformó en el santo patrón de los caballos (el primero es San Martín de Tours). Durante la Edad Media, los caballos enfermos solían ser llevados a St Ippolitts, en Hertfordshire (Inglaterra), donde una iglesia le había sido consagrada. 
En los tiempos que siguieron, poco quedó de la memoria del Hipólito histórico. Ni Eusebio de Cesarea ni Jerónimo de Estridón (San Jerónimo) supieron que el autor tan leído en el Este y el santo romano eran una misma y única persona. Muchos estudiosos estimaban que ello no era probable argumentando que diferentes niveles de desarrollo de la doctrina de la Trinidad eran indicadores de épocas de escritura diferentes. El comentario del "Chronicon Paschale" contiene solo ligeras reminiscencias de los hechos históricos, como el hecho que la sede episcopal de Hipólito estaba situada en Portus en las cercanías de Roma.
En 1551 se encontró una estatua de mármol en un cementerio de la Vía Tiburtina que representaba un hombre sentado: en ambos lados del asiento estaba grabado un ciclo pascual y en la parte anterior figuraban los títulos de numerosos escritos: era la estatua de Hipólito aplicado a su trabajo. Correspondía indudablemente al siglo III. Fue colocada en el Museo Laterano: un registro en la piedra que representaba una tradición perdida.

### Controversia sobre la biografía
Investigaciones recientes han puesto en tela de juicio la reconstrucción de la biografía. Retomando una propuesta de Pierre Nautin, el congreso romano de 1976 llegó a la conclusión que era menester distinguir, al margen de varias obras apócrifas, dos autores, un Hipólito occidental y uno oriental. El mal llamado Hipólito occidental (del que no hay pruebas de que se llamara Hipólito) sería el autor de los Philosophumena y el tratado Sobre el universo (cuyos títulos aparecen en la estatua romana). En cambio, el autor oriental, cuyo nombre era efectivamente Hipólito, compuso sobre todo obras exegéticas. Estas posiciones han sido confirmadas en general por investigaciones sucesivas, aunque con cambios menores. Por ejemplo, se registra un escepticismo creciente sobre el papel de Hipólito en la redacción de la Tradición Apostólica.
También se duda de las indicaciones de Pirro Ligorio (1513-1583) sobre las circunstancias en que fue hallada la estatua.
Toda la cuestión necesita una revisión de conjunto e imparcial.

## Obra
La obra de Hipólito es voluminosa y puede compararse en su variedad a la de Orígenes. La misma englobó las esferas de la exégesis, de la homilética, de la apologética y polémica, de la Cronología y del derecho canónico. Sus escritos han llegado hasta nosotros de manera tan fragmentaria que es difícil obtener a partir de ellos una noción exacta y precisa de su importancia intelectual y literaria.
En cuanto a sus trabajos de exégesis, los mejor preservados son el Comentario sobre el profeta Daniel y el Comentario sobre el Cantar de los Cantares. Pese a algunas imprecisiones en tipología, su exégesis se distingue por una cierta sobriedad y sentido de proporción.
Es prácticamente imposible evaluar a Hipólito en tanto que predicador por cuanto las Homilías para la celebración de la Epifanía que figuran con su nombre, le han sido erróneamente atribuidas.
Escribió obras polémicas en contra de los paganos, los judíos y los heréticos. La más conocida de estas es la Refutación de todas las herejías, que llegó a ser conocida bajo el inapropiado título de Philosophumena. De los diez libros que la componían, el segundo y el tercero se perdieron, el libro primero fue durante un largo período editado (bajo el título Philosophumena) entre escritos de Orígenes, los libros cuarto hasta el décimo fueron descubiertos por el griego Minoides Mynas, sin el nombre del autor, en un convento en el Monte Athos en Grecia.
En la actualidad se admite universalmente que los Libros I y IV al X pertenecen a la misma obra, pero se duda de la autoría de Hipólito.
La importancia atribuida a la obra ha sido sin embargo bastante exagerada: un examen serio de las fuentes utilizadas para la exposición del gnosticismo demuestra que la información suministrada no es siempre fiable.
En lo que respecta a sus trabajos dogmáticos, aquellos que conciernen a Cristo y al Anticristo nos han llegado de manera completa. Entre otras cosas, incluyen un relato animado de los eventos precedentes el fin del mundo. Fue escrito probablemente en la época de las persecuciones de Septimio Severo (aproximadamente en 202).
La influencia de Hipólito se hizo sentir sobre todo en sus trabajos sobre cronología y derecho canónico.
Su Crónica del mundo, una compilación que abarca el período desde la creación del mundo hasta 234, ha sido una base para muchos otros trabajos de cronología tanto en el Oriente como en Occidente.
En las grandes compilaciones de derecho canónico que tuvieron lugar en el Este a partir del siglo IV, muchos elementos han sido tomados de los escritos de Hipólito. Pero la determinación exacta de cuanto es genuino o reelaborado y/o de lo que le ha sido erróneamente atribuido, está sujeta a controversias.

## Obras
La edición de J. A. Fabricius, Hippolyti opera graece et latine (2 vols., Hamburgo, 1716-1718), reeditada por Gallandi, Bibliotheca veterum patrum (vol. II, 1766), y Migne, Cursus patrol. ser. Graeca, (vol. X) está desactualizada. La preparación de una edición crítica completa había sido encarada por la "Academia Prusiana de Ciencias". La tarea era de una extrema dificultad, en razón de la confusión y complejidad de los diferentes tipos de escritura. El texto griego original se conservaba sólo en pocos casos (el Comentario sobre Daniel, la Refutación, el Anticristo, partes de la Crónica, y algunos fragmentos). En cuanto al resto, solo existían fragmentos y traducciones principalmente en Eslavo eclesiástico muchas de las cuales no habían sido publicadas hasta en 1911.
De las ediciones de la Academia se publicaron: un volumen en Berlín en 1897 con los "Comentarios sobre Daniel" y el "Cantar de los Cantares", el tratado sobre el Anticristo y los "Trabajos exegéticos menores y obras homiléticas" editados por Georg Nathaniel Bonwetsch y Hans Achelis.
El "Comentario del Cantar de los Cantares" fue también publicado por Bonwetsch (Leipzig, 1902) en alemán a partir de una traducción del ruso por Nicholas Marr del texto en idioma georgiano agregada a aquel. Se añadió luego (Leipzig, 1904) una traducción de varias piezas de exégesis que se habían preservado sólo en la versión georgiana (La bendición de Jacob, La bendición de Moisés, La historia de David y Goliath). Una gran parte del original de la "Crónica" ha sido publicado por Adolf Bauer (Leipzig, 1905) a partir del Codex Matritensis Graecus, 221. En cuanto a la "Refutación", existen las ediciones de Miller (Oxford, 1851), Duncker, Schneidewin (Göttingen, 1859), y Cruice (París, 1860). Se puede encontrar una traducción en inglés en la Ante-Nicene Christian Library (Edimburgo, 1868-1869).

### Descripción de la Liturgia eucarística
Hipólito de Roma consideró la Eucaristía un sacrificio, concretamente el descrito en el Libro de Malaquías (1:10), y es una fuente valiosa sobre cómo se celebraba la Misa en Roma a finales del siglo II y principios del III. Dice de la consagración: 
Los diáconos le presentarán la oblación, y él, imponiendo las manos 
sobre ella, junto todo con el presbiterio, dirá, dando gracias:
-El Señor esté con vosotros 
Todos dirán:
-Y con tu espíritu 
-Elevad vuestros corazones 
-Los tenemos en el Señor 
-Demos gracias al Señor 
-Es digno y justo
Y continuará de la manera siguiente:
Te demos gracias, oh Dios, 
por Tu amado Hijo Jesucristo,
que en estos últimos tiempos 
nos enviaste como Salvador y Redentor 
y ángel de Tu voluntad, 
que es Tu Palabra inseparable 
por quien todo lo creaste 
y que según tu beneplácito 
hiciste descender del cielo 
al seno de la Virgen 
y, una vez concebido, 
se encarnó y se manifestó 
como Hijo Tuyo, 
nacido del Espíritu Santo y de la Virgen. 
Él, en cumplimiento de Tu voluntad
y para adquirir para Ti un pueblo santo, 
extendió sus manos en el momento de sufrir 
para librar del sufrimiento 
a cuantos creen en Ti. 
Él, cuando se entregó a su pasión voluntaria
para destruir la muerte 
y romper las cadenas del diablo, 
para aplastar al infierno 
o iluminar a los justos, 
para cumplir toda ley
y manifestar la resurrección, 
tomando pan, 
dándote gracias dijo: 
Tomad, comed, esto es mi cuerpo
partido por vosotros. 
De igual manera tomó el cáliz, diciendo:
Esta es mi sangre derramada por vosotros.
Cuando hagáis esto, 
lo haréis en mi memoria.
Al hacer memoria, pues,
de su muerte y resurrección, 
te ofrecemos este pan y este cáliz, 
dándote gracias 
porque nos hiciste dignos 
de estar en su presencia y servirte. 
Y Te pedimos que envíes tu Espíritu Santo 
sobre la oblación de Tu santa Iglesia. 
Congregándolos en la unidad, 
llena con el Espíritu Santo 
a cuantos participan de las cosas santas, 
para confirmar su fe en la verdad, 
a fin de que te alabemos y glorifiquemos 
por Tu Hijo Jesucristo, 
por quien Te sea dada la gloria y el honor, 
con el Espíritu Santo, 
en tu santa Iglesia, 

ahora y por los siglos de los siglos. Amén.

## Galería

Martirio de San Hipólito
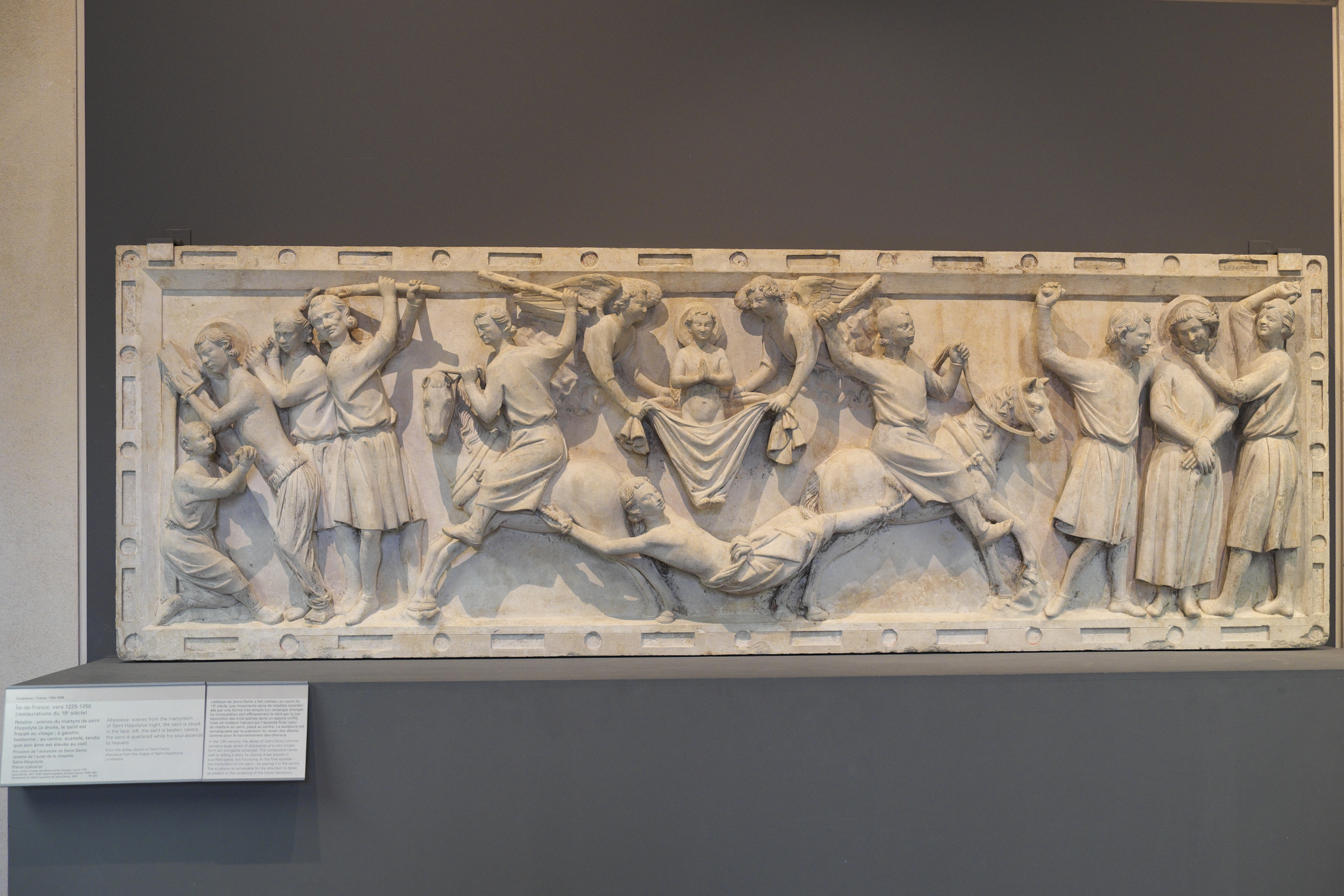
Retablo en el Museo del Louvre en París, alrededor de 1225 a 1250
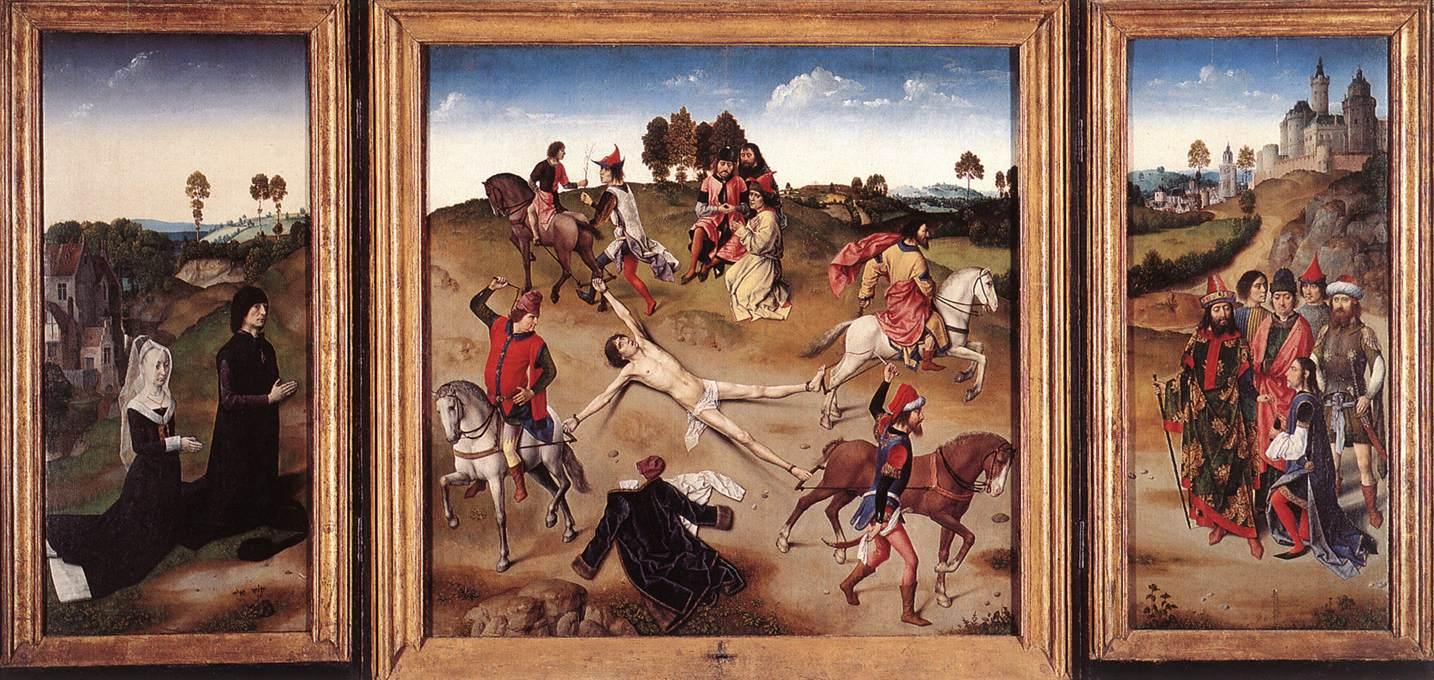
Hugo van der Goes y Dirk Bouts Groeningemuseum. Bruges
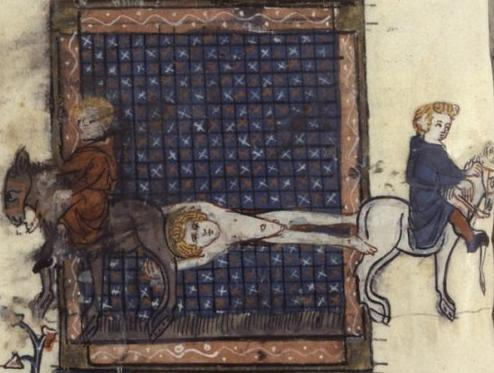
Richard de Montbaston. Vies de saints. París
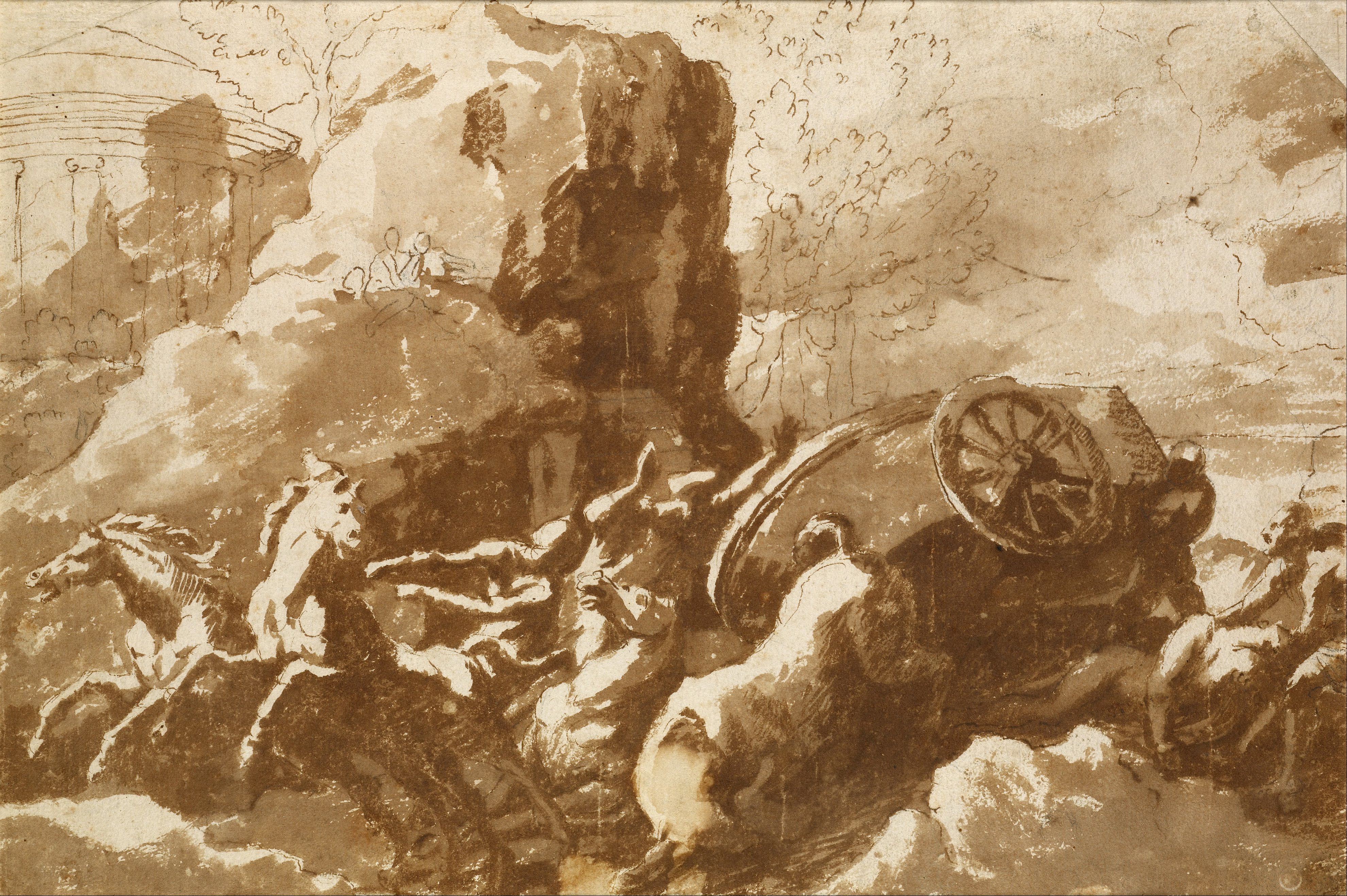
Nicolas Poussin, 1600

## Nota
1. ↑  Durante mucho tiempo se pensó que el antipapa Félix II también se encontraba canonizado. Sin embargo, se descubrió que había sido un error histórico presente algunos martirologios. El antipapa había sido confundido con Félix de Roma, un mártir que murió varios años antes.